# Prinsessan Ragnhild av Norge
Prinsessan Ragnhild, fru Lorentzen, egentligen Ragnhild Alexandra, född 9 juni 1930 på Kungliga slottet i Oslo, död 16 september 2012 i Rio de Janeiro, var en norsk prinsessa. Hon var äldsta dotter till kung Olav V och kronprinsessan Märtha. Prinsessan Ragnhild var kung Harald V:s äldsta syster.

## Biografi

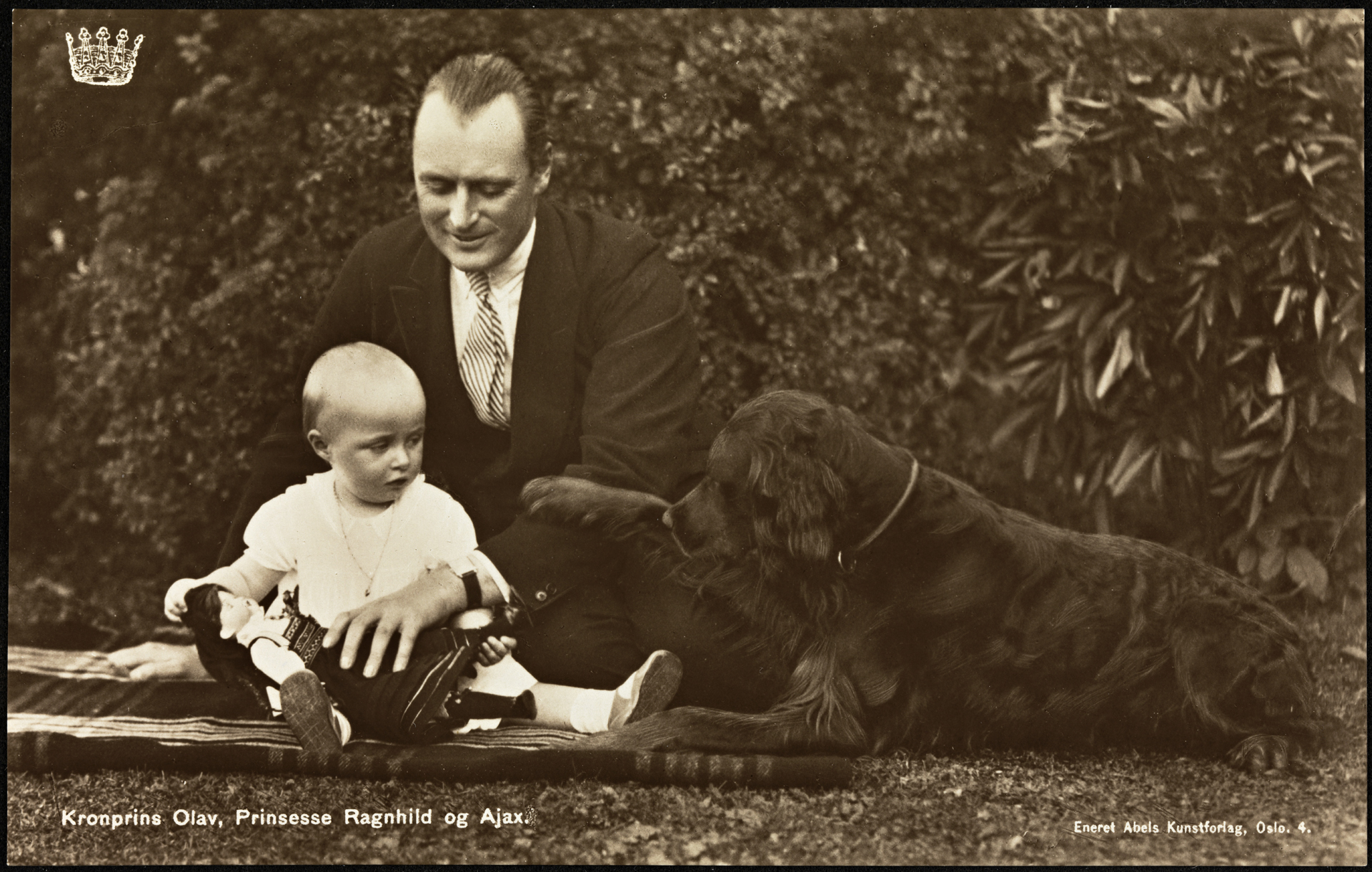
Ragnhild med sin far kronprins Olav och hunden Ajax, 1931.

Den 15 maj 1953 gifte hon sig med skeppsredaren Erling Lorentzen (1923–2021)  i Asker kyrka. Kung Håkon bestämde efter giftermålet att hon skulle förlora titeln Hennes kungliga höghet och istället tituleras Prinsessan Ragnhild, fru Lorentzen. Efter bröllopet flyttade de till Rio de Janeiro i Brasilien, där de bodde till sin död.
Hon hade ingen arvsrätt till den norska tronen. Prinsessan öppnade olympiska vinterspelen 1952 i Oslo.

## Barn
- Haakon Lorentzen, född 23 augusti 1954
- Ingeborg Lorentzen, född 27 februari 1957
- Ragnhild Lorentzen, född 8 maj 1968